# Прасолов, Леонид Иванович
Леони́д Ива́нович Пра́солов (1 [13] апреля 1875, Енисейск, Енисейская губерния — 13 января 1954, Москва) — русский и советский географ, геолог и почвовед, профессор, академик АН СССР (1935). Директор Почвенного института имени В. В. Докучаева (1937—1948), лауреат Сталинской премии II степени (1942).

## Биография
Родился в городе Енисейске Енисейской губернии (ныне Красноярский край) в мещанской семье. Отец работал конторщиком в частной золотопромышленной компании.

### Образование
До 1885 года жил с родителями на различных приисках той же компании в районе Енисейска. В возрасте 10 лет поступил в Енисейскую шестиклассную гимназию, в 1891 году перешёл в Красноярскую гимназию.
С 1893 года после окончания учёбы в гимназии учился в Петербургском университете на естественном отделении физико-математического факультета. Специализировался по почвоведению у профессоров В. В. Докучаева (до 1895 года) и П. А. Земятченского.
Почвенной комиссией Вольного экономического общества был направлен в Самару для проведения земских почвенно-оценочных работ.

### Научная работа
С 1898 года заведовал почвенным отделением при Самарском губернском земстве, изучал почвы Самарской губернии, проводил поуездные почвенно-геологические исследования. Результаты работы Прасолова были опубликованы в 1905 году в виде выпусков «Материалы для оценки земель Самарской губернии. Естественно-историческая часть».
Одновременно преподавал географию в Самарской земской школе для подготовки сельских учительниц, а в 1905 году стал преподавателем химии Самарского сельскохозяйственного техникума.
С 1906 года проводил почвенные исследования в Ставропольской губернии в составе ставропольской землеустроительной партии.
В 1908 году руководил почвенно-географическими работами в экспедициях Переселенческого управления в пределах Средней Азии, восточной части Казахстана, Сибири, Забайкалья и в других регионах. В результате были получены ценные материалы, характеризующие земельные фонды новых районов сельскохозяйственного освоения. Опубликованы данные исследования были в 1926 году.
В 1912—1918 годах — член Совета Общества «Докучаевский почвенный комитет», по поручению этой организации руководил Донской почвенной экспедицией. По результатам данной экспедиции была составлена почвенная карта средней части Донской области в масштабе 1: 420 000.
С 1917 года — учёный специалист Сельскохозяйственного учёного комитета Народного комиссариата земледелия СССР, с 1922 года по 1928 год — заведующий отделом почвоведения Государственного института опытной агрономии в Ленинграде.
В 1918 году вошёл в состав научных сотрудников Почвенного отдела Комиссии по изучению естественных производительных сил, проработал там до 1926 года.
С 1922 года — руководитель почвенных исследований в поймах реки Волхов и озера Ильмень при Отделе изысканий Волховстроя.
С 1924 года читал лекции по почвоведению на курсах Ленинградского государственного института опытной агрономии.
С 1926 года непрерывно работал в Почвенном институте АН СССР им. В. В. Докучаева. С 1928 года по 1932 год — учёный специалист Ленинградского отделения Института земледелия и агропочвоведения ВАСХНИЛ.
31 января 1931 года был избран членом-корреспондентом, 1 июня 1935 года — действительным членом (академиком) Академии наук СССР по Отделению математических и естественных наук (геология и почвоведение). В 1937 году возглавил Почвенный институт.
С 1946 года по 1949 год занимал должность академика-секретаря Отделения геолого-географических наук Академии наук СССР. В 1949 году покинул пост директора Почвенного института и стал заведующим отделом истории почвоведения.
Участвовал в международных почвенных конгрессах и конференциях в Вашингтоне (1927), в Данциге (1929), в Оксфорде (1935). В 1930 году был избран председателем Ленинградского оргкомитета II Международного конгресса почвоведов в СССР и одновременно вице-президентом пятой комиссии Международной ассоциации почвоведов.
Активно занимался составлением почвенных карт, учётом и оценкой земельных фондов и почвенному районированию территории СССР в целях землеустройства. Его работы были посвящены генезису, географии, картографии и классификации почв. Разработал учение о почвенных провинциях, предложил основные принципы почвенно-географического районирования, изучил вопросы происхождения и географии особого типа бурых лесных почв на Кавказе и в Крыму, им впервые были проведены подсчёты почвенных ресурсов мира и отдельных стран. Совместно с сотрудниками составил множество почвенных карт СССР, а также почвенную карту мира.

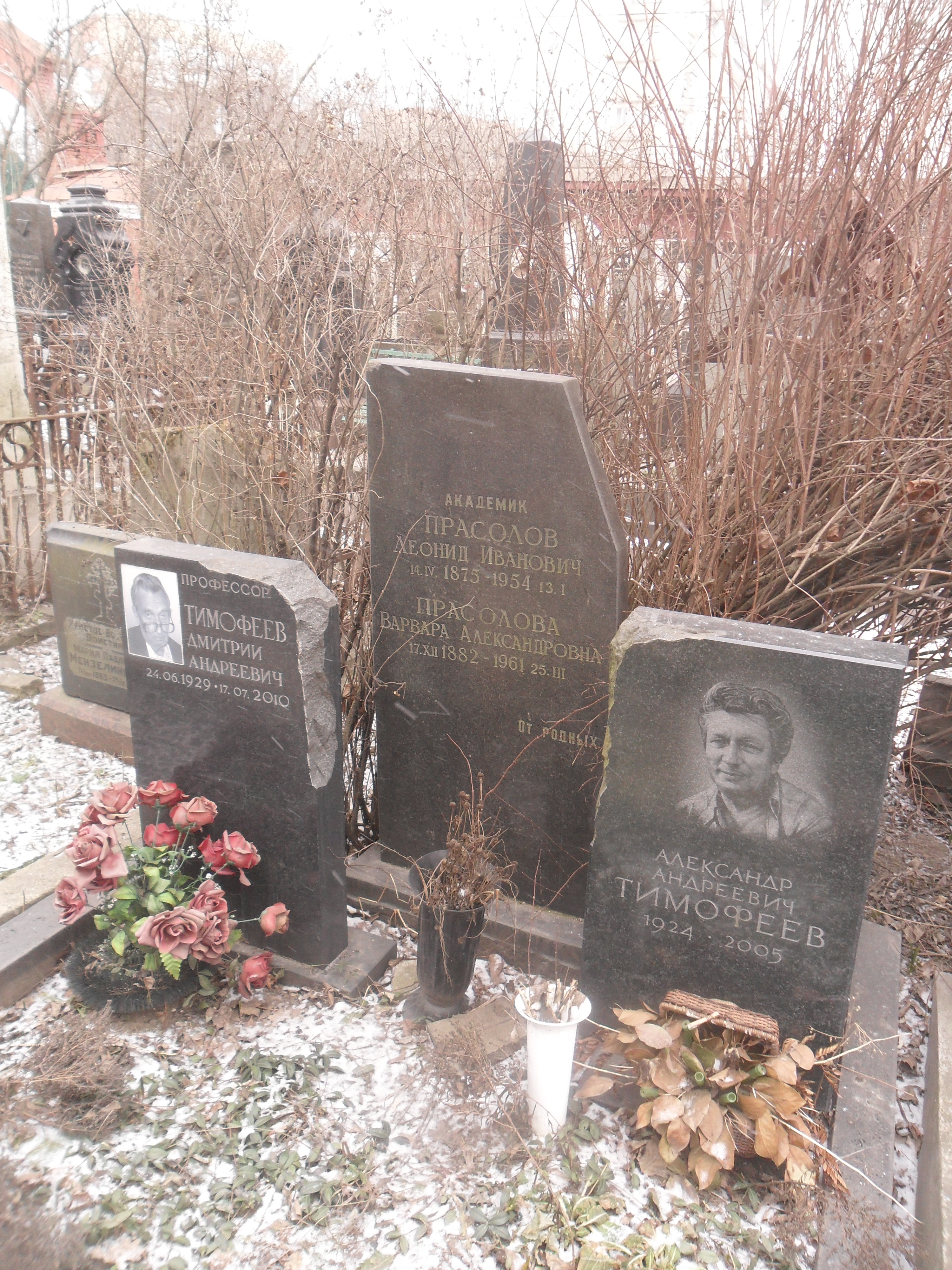
Могила Прасолова на Новодевичьем кладбище Москвы.

Скончался 13 января 1954 года в Москве. Похоронен на Новодевичьем кладбище (вместе с женой, Варварой Александровной, и с внуком Дмитрием Андреевичем Тимофеевым).

## Основные труды
- Почвы Туркестана, Л., 1925;
- Почвенная карта Европейской части СССР, Л., 1930;
- О почвах Средне-Уральской лесостепи, «Труды Почвенного института», 1934, т. 10, вып. 7 (совм. с А. А. Роде);
- Разработка единой классификации и номенклатуры почв, «Почвоведение», 1936, № 4;
- Мировая почвенная карта, М. 1:50000000, 1 изд., М., 1938;
- Генетические типы почв и почвенные области Европейской части СССР, в кн.: Почвы СССР, т. 1, М.-Л., 1939 [Совм. с И. П. Герасимовым];
- Чернозем как тип почвообразования, там же; Распределение мирового земледелия по типам почв, «Почвоведение», 1947, № 10 (совм. с H. H. Розовым);
- Генезис, география и картография почв. М., 1978[4].

## Награды и премии
- Медаль имени П. П. Семёнова-Тян-Шанского[5](1924)
- Сталинская премия II степени (10 апреля 1942) — за составление почвенных карт Европейской части СССР и за разработку метода подсчёта земельных фондов
- Орден Ленина (12 апреля 1945) — за выдающиеся научные заслуги в области почвоведения, в связи с 70-летием со дня рождения
- Орден Трудового Красного Знамени (10 июня 1945)[2]
- Золотая медаль имени В. В. Докучаева (1947) — за работу «Мировая почвенная карта в масштабе 1:50 000 000»
- Орден Ленина (1953)

## Членство в организациях
- Всесоюзное общество почвоведов — руководитель с 1945 года.
- Русское географическое общество (с 1915)[2]
- Академия наук СССР (1931 — член-корреспондент, 1935 — академик АН СССР).

## Память
- Имя Прасолова носят мыс[6] и скала[7] на острове Кунашир[8].